# عيسى شعبان
عيسى شعبان من مواليد 6 يونيو 1985 لاعب كرة قدم قطري يلعب حارس مرمى.
لعب سابقا مع أندية الوكرة والسيلية و أم صلال و مسيمير.

## روابط خارجية
- عيسى شعبان على موقع Soccerway.com (الإنجليزية)